# Karl Hörmann (Theologe)
Karl Hörmann (* 23. Jänner 1915 in Höflein an der Thaya, Mähren; † 19. September 2004 in Wien) war ein österreichischer Theologe.

## Leben
Hörmann besuchte die Oberrealschule in Laa an der Thaya, wo er 1933 maturierte. Nachträglich eignete er sich die für ein Theologiestudium notwendigen Latein- und Griechischkenntnisse in einem einjährigen Propädeutikum an. Von 1934 bis 1939 studierte er an der Universität Wien. Am 9. Juli 1939 empfing er die Priesterweihe. Bis 1945 war er Kaplan in Hollabrunn. 1942 promovierte er. 1944 trat er dem von Friedrich Wessely gegründeten Oratorium Sanctissimae Trinitatis bei. Nach dem Krieg wirkte Hörmann als Religionsprofessor an einem Gymnasium. 1950 wechselte er als akademischer Lehrer an die Universität Wien. 1953 wurde er Professor für Moraltheologie.
1966 wurde Karl Hörmann zum Rektor der Universität Wien berufen. 1969 ernannte Papst Paul VI. den Ordinarius für Moraltheologie zum päpstlichen Ehrenprälaten. Bis zu seiner Emeritierung 1986 wirkte Hörmann in Lehre und Forschung. Er gab  Fachpublikationen auf dem Gebiet der Moraltheologie heraus. Danach befasste sich der Theologe mit der Geschichte seiner Heimat in Südmähren. Hierüber veröffentlichte er mehrere heimatkundliche Schriften. 1989 erhielt er dafür den Südmährischen Kulturpreis. Die südmährische Volksgruppe ehrte ihn als ihren Heimatpriester.
2004 starb Karl Hörmann in einem Wiener Krankenhaus und wurde auf dem Wiener Zentralfriedhof beigesetzt.

## Schriften
- Leben In Christus – Zusammenhänge zwischen Dogma und Sitte bei den Apostolischen Vätern. Herold, Wien 1952
- Lexikon der christlichen Moral. Tyrolia, Innsbruck/Wien/München 1969. 2. überarbeitete Auflage 1976 (Elektronische Fassung seiner Artikel als Mischung aus 1976 und 1969).